# Michel Nieva
Pour les articles homonymes, voir Nieva (homonymie).
Michel Nieva (né à Buenos Aires le 7 mars 1988) est un écrivain argentin. Son œuvre introduit des thèmes issus de la science fiction et du cyberpunk dans la littérature argentine,. En 2022, il a obtenu le Prix O. Henry.
Il a écrit les romans ¿Sueñan los gauchoides con ñandúes eléctricos? (2013), Ascenso y apogeo del imperio argentino (2018), La infancia del mundo (2023) et les livres d'essais Tecnología y barbarie (2020) et Ciencia ficción capitalista (2024).

## Œuvre en français
- L'Enfance du monde, suivi de La science-fiction capitaliste (2024, Christian Bourgois). Traduction de Sébastien Rutés[5].